# Naruto (průliv)

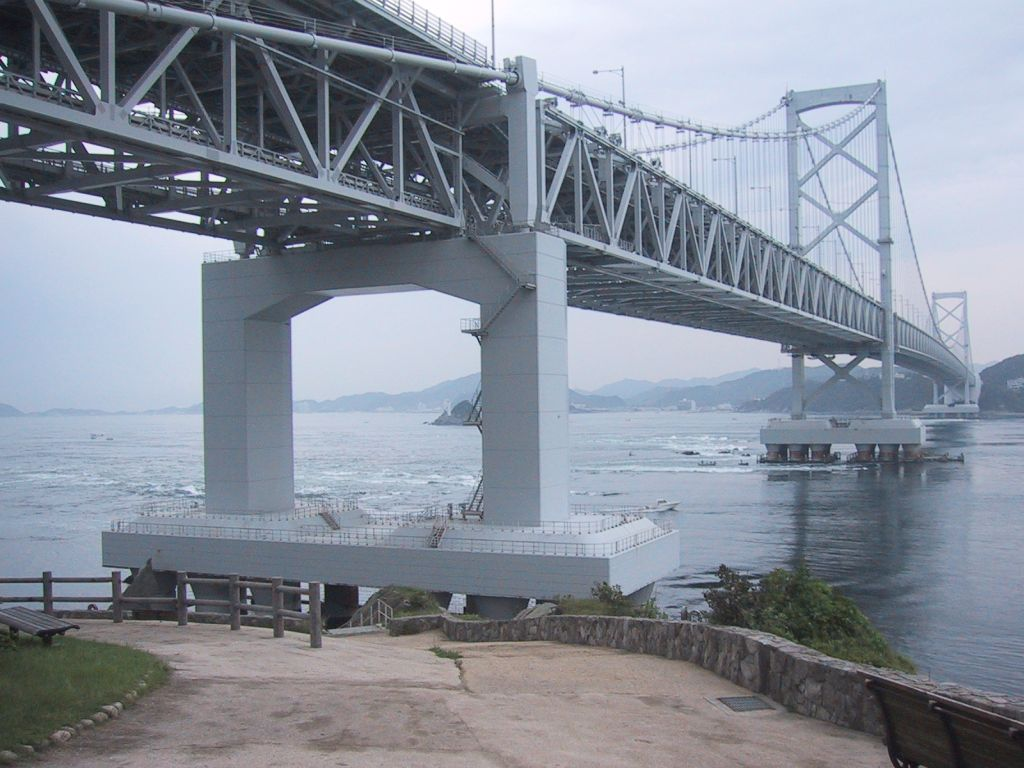
Proud pod mostem

Průliv Naruto (japonsky 鳴門海峡, Naruto Kaikjó) je průliv mezi japonskými ostrovy Awadži a Šikoku. Spojuje Harima nada, východní část Vnitřního moře, s kanálem Kii.
Známou pozoruhodností průlivu je vodní vír Naruto.
Přes průliv se klene most Ónaruto, jižní část mostu Akaši-Kaikjó.